# 南海影视城
中央广播电视总台南海影视城，是中央广播电视总台位于广东省佛山市南海区的直属影视摄制基地，始建于1996年，为国家4A级旅游景区。

## 历史
1996年7月，中央电视台因电视剧《香港的故事》《澳门的故事》选址拍摄，在南海影视城建成香港、澳门街景区。为摄制电视连续剧《太平天国》，在南海影视城的中西部兴建具有晚清建筑风格的太平天国城，占地约400亩，包括天朝宫殿区和江南水乡区两大仿古建筑群，1997年11月28日奠基，1998年竣工并交付剧组使用。
2016年，南海影视城景区被评为国家4A级旅游景区。
2019年，中央广播电视总台中秋晚会首次在国内设立分会场，定址于南海影视城。

## 景点

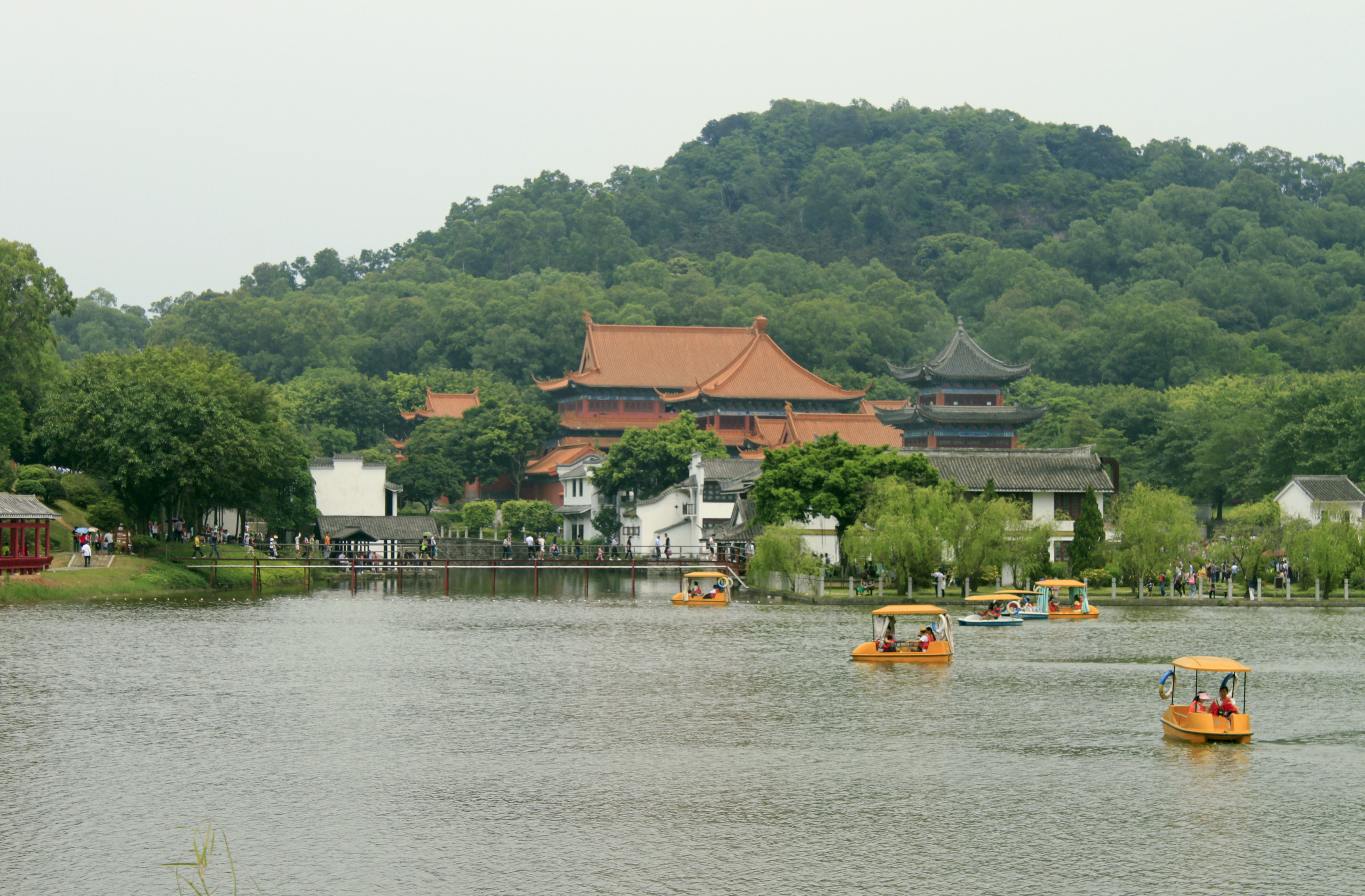
南海影视城内景

### 天朝宫殿区
为全国仅有的太平天国建筑群，以太平天国定都天京（南京）的宫殿为蓝本建造。
- 城门楼
  - 仿造太平天国南京午门而建，城门楼东西跨度300米，高29.55米。
- 五龙桥
- 真神圣天门（前殿）
- 荣光大殿（正殿）
- 藏珍阁
  - 藏珍阁高有33米，建筑面积6740平方米。现有一个1200平方米的大型现代化摄影棚。
- 后林苑

### 江南水乡区
四面环水、具有江南多种建筑风格的庭院式建筑群，以明清时期江南地方景色为基础搭建。其中有东王府、钟鼓楼、杭州街、茶楼、杭州府衙、育才书院、翼王府、码头街（金陵商埠）、苏州街、秦淮楼、永安城等景点。
- 东王府
  - 仿造太平天国南京城旱西门黄泥岗王杨秀清的官邸而建。
- 钟鼓楼
  - 仿造太平天国时期的望楼而建。
- 杭州街
  - 2000年9月建造，为明清时期风格，有当铺、布店、茶庄、酒肆、杂货店、太白酒楼、博古轩、松月楼。
- 秦淮楼
  - 仿造明清时期南京秦淮河边的楼台而建。
- 翼王府
  - 仿造太平天国将领石达开在南京的府邸而建，有浓厚的徽派艺术特点。
- 码头街（金陵商埠）
  - 仿建自太平天国时期南京的“金陵商埠”与码头街。
- 永安城
  - 仿建自太平天国初期的永安城（广西蒙山县）
- 苏州街
  - 按苏州民居风格设计建造的一条小街道。

### 旧香港澳门区
以20世纪二三十年代香港及澳门街区景观组成。
- 许家大院